# Mahfiruz Hatun
Hatice Mahfiruz Hatun (turco ottomano: ماہ فروز خاتون, lett. "fanciulla rispettosa" e "luna gloriosa"; chiamata anche Mahfiruze Hatun, lett. "luna diurna" o "luna turchese"; 1590 circa – Costantinopoli, 1610 circa) è stata una concubina di Ahmed I, nonché madre del suo primogenito, Osman II. Premorì al figlio e quindi non fu mai Valide Sultan.

## Biografia
A causa della preminenza di Kösem Sultan, durante il regno di Ahmed, non vi sono molte notizie sulla sua vita. 
Le sue origini e il suo nome originale sono sconosciuti, anche se doveva essere coetanea di Ahmed I ed è stato proposto possa essere stata greca o circassa.
Fu la sua prima concubina, e il 3 novembre 1604 mise al mondo il primogenito di Ahmed, il futuro Osman II. Malgrado questo, non le venne conferito il titolo di Haseki Sultan, che andò invece a Kösem, madre del secondogenito, Şehzade Mehmed, e di almeno altri tre figli e tre figlie, cosa che la privò di ogni potere. Ricevette comunque il titolo di Başkadin (madre del primogenito). 
Scompare dai registri dell'harem poco dopo la nascita di Osman. Se inizialmente si credeva che fosse caduta in disgrazia ed esiliata, ora si crede che sia morta fra il 1608 e il 1613, e che quindi non fu mai Valide Sultan di suo figlio, che salì al trono nel 1618. Infatti, i registri indicano che, durante il regno di Osman, non era in nessuno dei Palazzi Imperiali, neppure in provincia, e che i compiti e lo stipendio della Valide Sultan erano invece attribuiti alla governante di Osman, la Daye Hatun. 
Mahfiruz venne sepolta nel cimitero Ëyup, in un mausoleo costruito intorno al 1610, il che rafforza la teoria che sia morta prematuramente.

## Discendenza
Da Ahmed I, Mahfiruz ebbe un unico figlio:
- Osman II (Costantinopoli, 3 novembre 1604 - Costantinopoli, 20 maggio 1622). Sultano dell'Impero ottomano, fu deposto e giustiziato da una rivolta di giannizzeri e da Halime Sultan, che voleva rimettere sul trono suo figlio Mustafa I.

## Cultura popolare
Nella serie TV storica turca Il secolo magnifico: Kösem è interpretata prima dall'attrice turca Ceyda Olguner e poi da Dilara Aksüyek. Nella serie è interpretata come una concubina circassa di nome Raşah, poi ribattezzata Mahfiruze. Muore circa un anno dopo la nascita di Osman, durante un tentato colpo di stato, e suo figlio viene adottato da Kösem Sultan. 
Nella serie compare, con un ruolo minore, anche un'altra concubina chiamata Mahfiruz, espulsa dall'harem dopo i primi episodi.